# Fumettibrutti
Fumettibrutti, pseudonimo di Josephine Yole Signorelli (Catania, 10 dicembre 1991), è una fumettista e attivista italiana.

## Biografia
Josephine Yole è una donna trans. Diplomatasi in grafica all'Istituto Statale d'Arte di Catania (2010), prosegue gli studi nel corso di pittura dell'Accademia delle Belle Arti, sempre nella sua città natale, conseguendo il titolo nel 2013. Si è trasferita poi a Bologna per frequentare il corso di specializzazione in "Linguaggi del Fumetto" all'Accademia felsinea, completandolo nel 2019.
Dopo aver ottenuto il successo sulla rete, viene contattata dalla Feltrinelli di Milano per esordire con una pubblicazione autoriale nella collana editoriale "Feltrinelli Comics", inaugurata nel 2018. Il suo debutto, dal titolo Romanzo esplicito, è una sorta di autobiografia delle sue esperienze adolescenziali.
Nel 2019, proprio grazie al suo debutto vince il Premio Micheluzzi alla Miglior opera prima al Napoli Comicon, il Premio Cecchetto al miglior talento emergente, ex aequo con Giulia "ZUZU" Spagnulo, al Treviso Comic Book Festival, e il Gran Guinigi, sempre ex aequo con ZUZU, come miglior esordiente a Lucca Comics & Games.

## Opere
- Romanzo esplicito, Milano, Feltrinelli Comics, 2018, ISBN 978-88-07-55007-2.
- P. La mia adolescenza trans, Milano, Feltrinelli Comics, 2019, ISBN 978-88-07-55034-8.
- Anestesia, Milano, Feltrinelli Comics, 2020, ISBN 978-88-07-55060-7.
- CenerentolA, illustrazioni di Joe1, Milano, Feltrinelli Comics, 2021, ISBN 978-88-07-55080-5.
- Ogni giovedì una striscia, Milano, Feltrinelli Comics, 2022, ISBN 978-88-07-55118-5.
- La separazione del maschio, trasposizione fumettistica dell'omonimo romanzo di Francesco Piccolo, Milano, Feltrinelli Comics, 2023, ISBN 978-88-07-55143-7.
- Tutte le mie cose belle sono rifatte, Milano, Feltrinelli Comics, 2024, ISBN 978-88-07-55176-5.

Antologie
- Fumettibrutti, Lola Space, Bang and Kiss, in Marco Galli (a cura di), Materia Degenere, Torino, Diabolo Edizioni, 2018, ISBN 978-88-942037-6-9.
- Fumettibrutti, Ave, in Elisabetta Sedda (a cura di), Post Pink. Antologia di fumetto femminista, Milano, Feltrinelli Comics, 2019, ISBN 978-88-07-55021-8.
- Fumettibrutti (a cura di), Sporchi e Subito, Milano, Feltrinelli Comics, 2020, ISBN 978-88-07-55050-8.

Raccolte
- Trilogia esplicita: Romanzo esplicito-P. La mia adolescenza trans-Anestesia, collana Universale Economica Feltrinelli, Milano, 6 gennaio 2023, ISBN 978-88-07-89738-2.

Prefazioni
- Guido Crepax, I sotterranei, Feltrinelli Comics, 4 giugno 2024, ISBN 978-88-07-55161-1.